# 西岡一
西岡 一（にしおか はじめ、1934年（昭和9年）10月27日 - 2014年（平成26年）12月2日）は、日本の生化学者である。

## 経歴・人物
京都府出身。京都大学医学部卒業後、渡米してアインシュタイン研究所の研究員として活動する。帰国後の1977年（昭和52年）には同志社大学の教授となった。その後は同大学にて教鞭を執る傍ら食品添加物や農薬、化粧品の毒性の研究やそれらの新検出法の開発に携わる。
特に発癌性物質が口の中に投入した人間の実態を検証するために様々な発癌性物質に唾液を混入するといった実験は著名であり、発癌性物質の毒性は唾液に約30秒間に混入するだけで消失したことで唾液の酵素が発癌性物質の変異原性を抑制することが証明された。晩年は京都バイオサイエンス研究所の所長や同志社大学の名誉教授としても活動した。

## 著書
- 『遺伝毒物』
- 『噛めば体が強くなる』